# Corryocactus brevistylus
Corryocactus brevistylus är en kaktusväxtart som först beskrevs av Karl Moritz Schumann och Vaupel, och fick sitt nu gällande namn av Nathaniel Lord Britton och Joseph Nelson Rose. Corryocactus brevistylus ingår i släktet Corryocactus, och familjen kaktusväxter. Inga underarter finns listade i Catalogue of Life.

## Bildgalleri

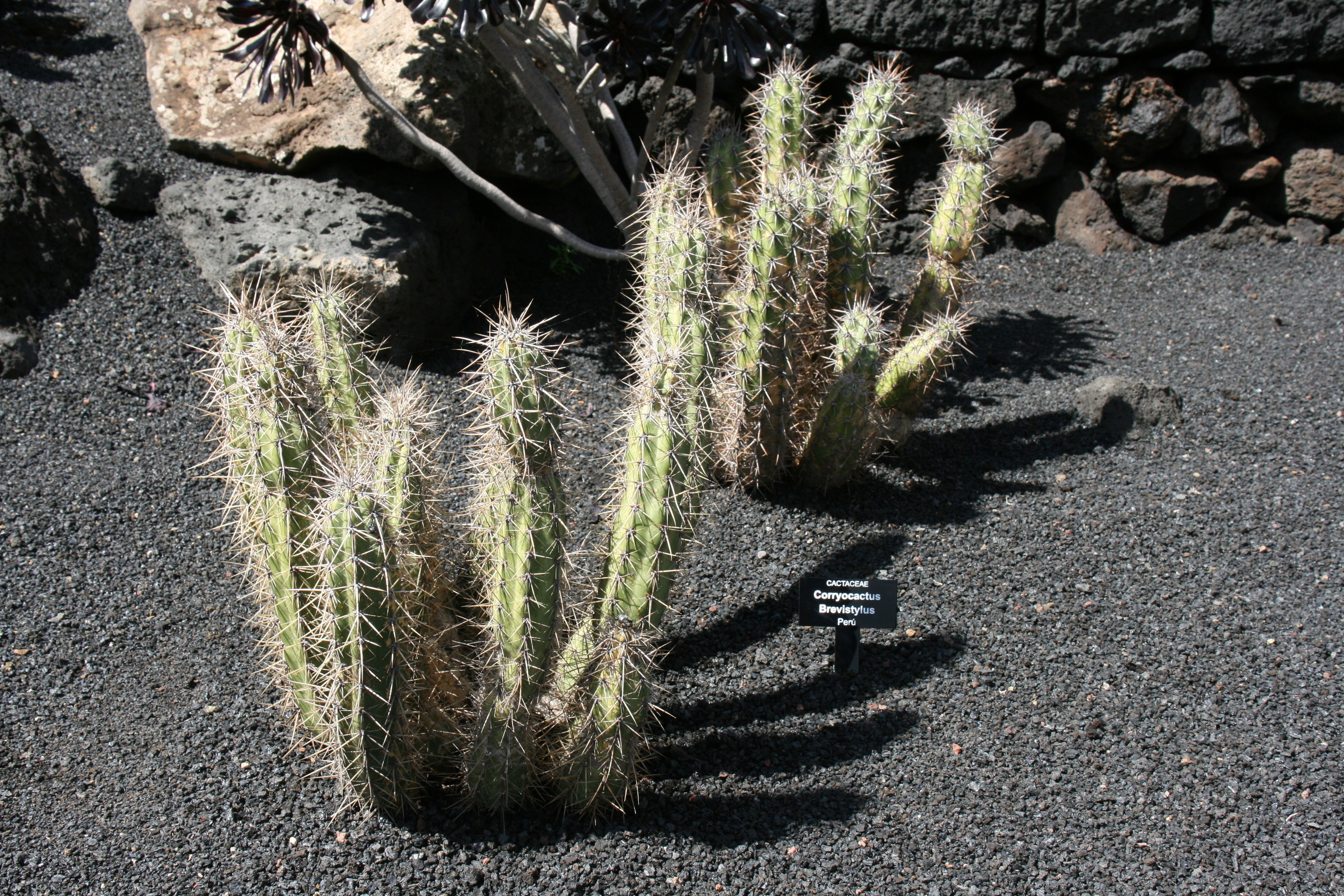
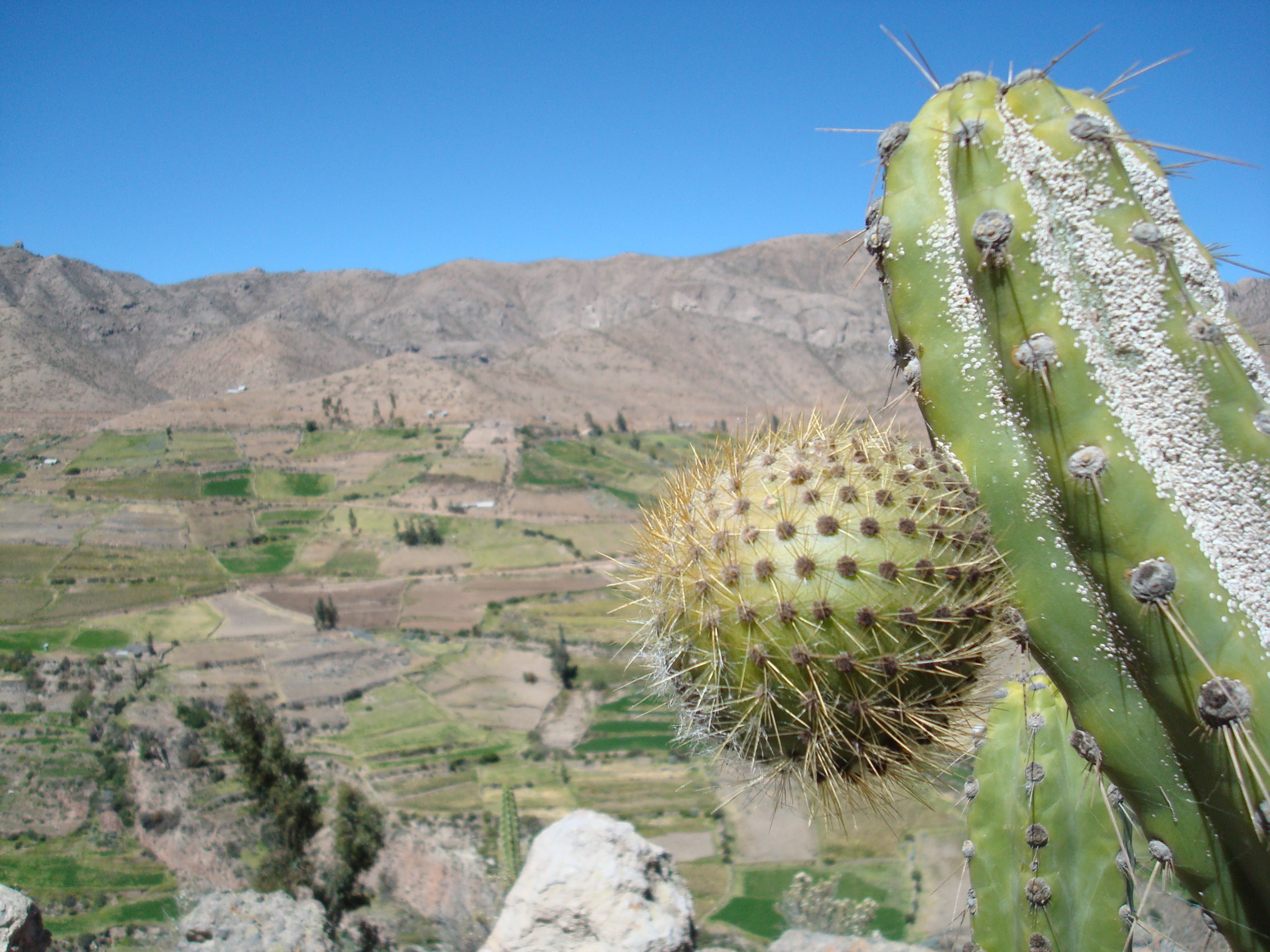
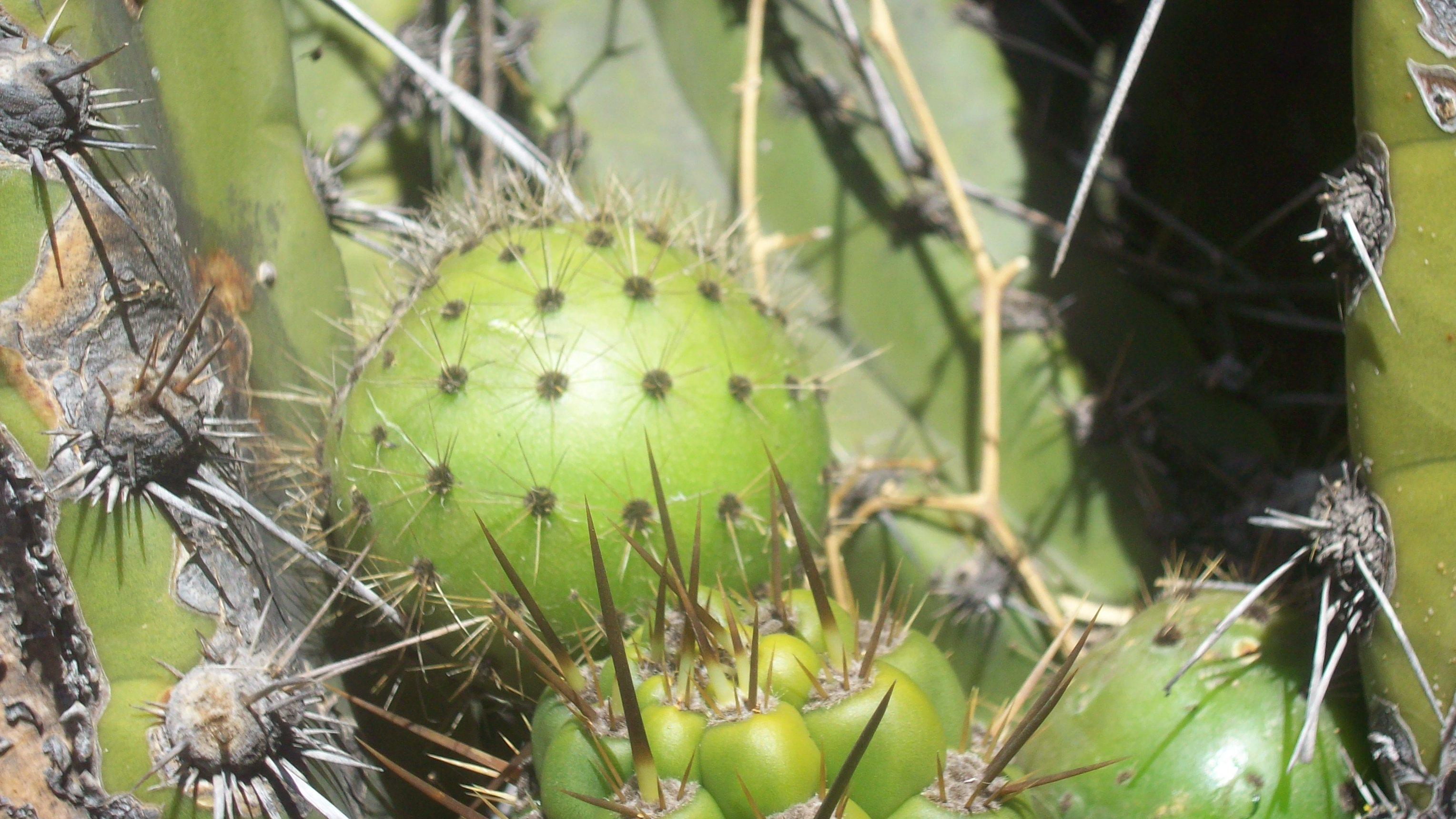
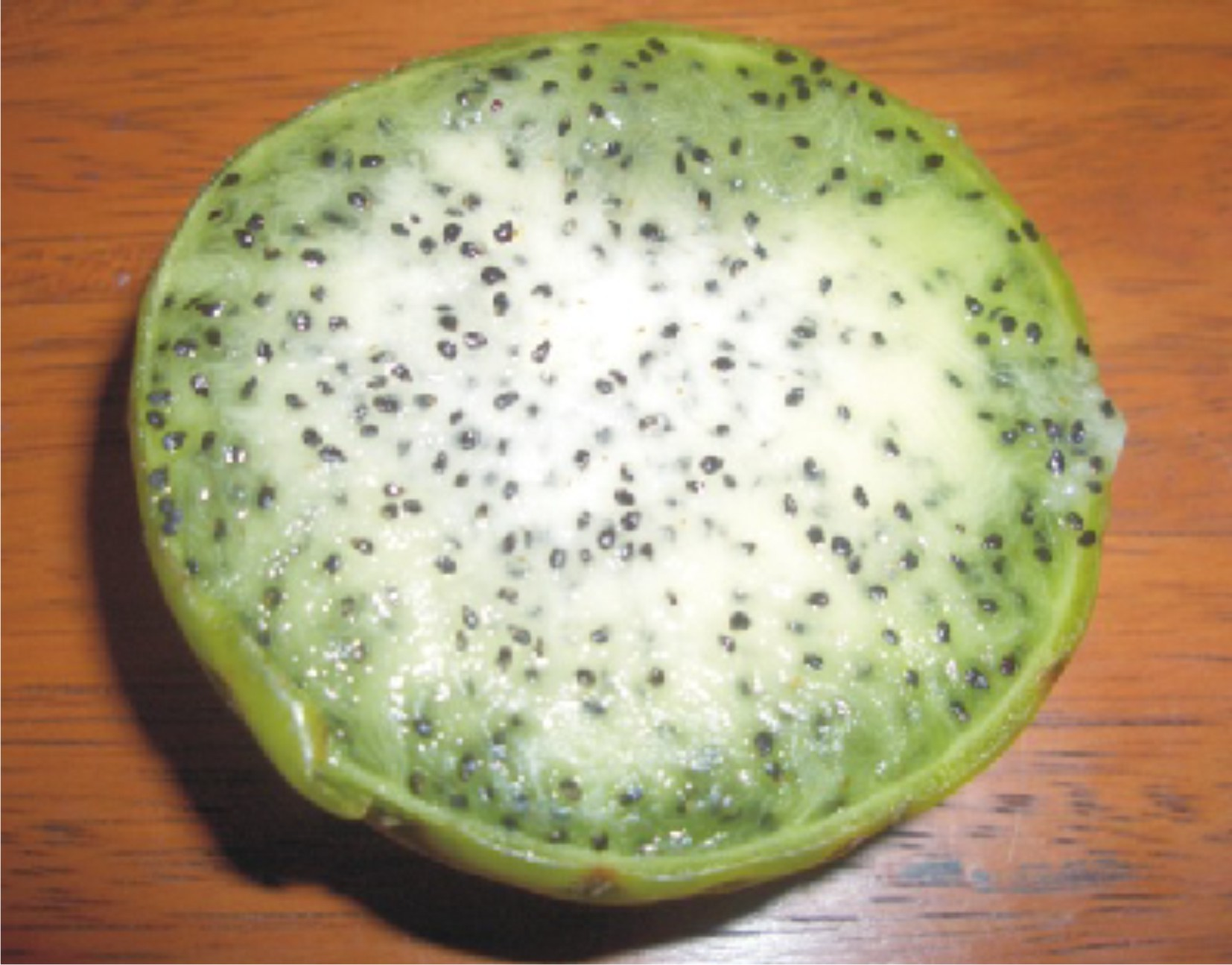